# Cosmorhoe incola
Cosmorhoe incola är en fjärilsart som beskrevs av Max Joseph Bastelberger 1911. Cosmorhoe incola ingår i släktet Cosmorhoe och familjen mätare. Inga underarter finns listade i Catalogue of Life.